# NGC 6075
NGC 6075 = IC 4594 ist eine 14,2 mag helle Elliptische Galaxie vom Hubble-Typ E/S0 im Sternbild Herkules am Nordsternhimmel. Sie ist schätzungsweise 434 Millionen Lichtjahre von der Milchstraße entfernt und hat einen Durchmesser von etwa 115.000 Lichtjahren. 
Das Objekt wurde am 27. Juni 1881 vom französischen Astronomen Édouard Stephan entdeckt. Aufgrund eines Fehlers in dessen Positionsangabe wurde die Beobachtung vom ebenfalls französischen Astronomen Stéphane Javelle am 20. Juli 1903 unter IC 4594 in den Index-Katalog aufgenommen.